# Arena (film, 1953)
Pour les articles homonymes, voir Arena.
Pour plus de détails, voir Fiche technique et Distribution.
Arena est un film américain réalisé en relief (3D) par Richard Fleischer, sorti en 1953.

## Synopsis
Hob Danvers arrive à Tucson pour une compétition de rodéo avec Sylvia Lorgan. Son ex-femme, Ruth, dont il est divorcé depuis deux ans a également prévu de venir à la compétition.

## Fiche technique
- Titre : Arena
- Réalisation : Richard Fleischer
- Scénario : Arthur M. Loew Jr. et Harold Jack Bloom
- Photographie : Paul Vogel
- Musique : Rudolph G. Kopp
- Pays de production :  États-Unis
- Format : Couleurs - 1,37:1 - Mono
- Genre : Drame, western
- Durée : 83 minutes
- Date de sortie : 
  - États-Unis : 24 juin 1953
  - France : 28 avril 1954

## Distribution
- Gig Young : Hob Danvers
- Jean Hagen : Meg Hutchins
- Polly Bergen : Ruth Danvers
- Harry Morgan : Lew Hutchins
- Barbara Lawrence : Sylvia Lorgan
- Robert Horton : Jackie Roach
- Lee Aaker : Teddy Hutchins
- Lee Van Cleef : Smitty
- George Wallace : Buster Cole
- Morris Ankrum : Bucky Hillberry
- Richard Farnsworth : Cowboy (non crédité)
- Marshall Reed : Employé (non crédité)